# Raymond T. Odierno
Raymond T. Odierno, (Rockaway, Nueva Jersey, 8 de septiembre de 1954-8 de octubre de 2021), fue un general del Ejército de los Estados Unidos.

## Biografía
Durante su mando como comandante del III Cuerpo del Ejército de los Estados Unidos (mayo de 2006-mayo de 2008) se trasladó a Irak (diciembre de 2006-febrero de 2008), donde fue comandante del Cuerpo Multinacional - Irak (MNC-I). Posteriormente, fue nombrado comandante de la Fuerza Multinacional - Irak (MNF-I). Asumió el cargo el 16 de septiembre de 2008.
Falleció a consecuencia de un cáncer el 8 de octubre de 2021, a los 67 años.